# 腓特烈斯海恩
腓特烈斯海恩（德語：Friedrichshain，德語：[ˈfʁiːdʁɪçsˌhaɪ̯n] ⓘ）原是柏林的一个内城区，1920年成立，曾经是东柏林的一部分，2001年并入新成立的腓特烈斯海恩-克罗伊茨贝格区。它毗邻米特、普伦茨劳尔贝格、克罗伊茨贝格和利希滕贝格。腓特烈斯海恩得名于位于北部与普伦茨劳贝格边界的大型公园腓特烈斯海恩人民公园。在纳粹时期，曾命名为“霍斯特·威塞尔城”（Horst-Wessel-Stadt）。

## 历史

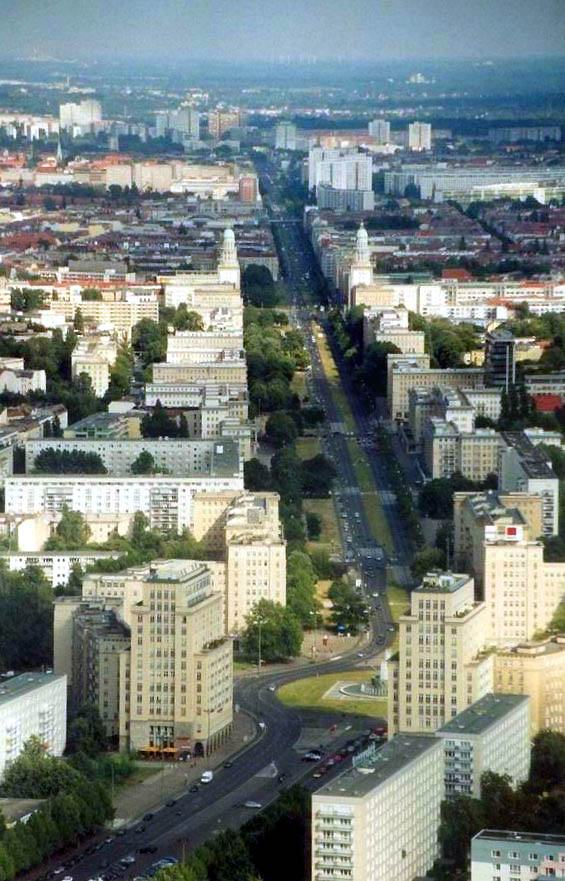
卡尔·马克思大道

腓特烈斯海恩区成立于1920年，当时根据公民投票成立了大柏林，合并了一些周围市镇。腓特烈斯海恩合并了法兰克福郊区（Frankfurter Vorstadt；已经是柏林的一部分），以及博克斯哈根（Boxhagen）和施特拉劳（Stralau）两个村庄。它的名称意为“腓特烈树林”，得名于1840年规划的纪念腓特烈大帝加冕100周年的人民公园。腓特烈斯海恩主要是工人阶级居住区，是19世纪和20世纪初快速工业化的产物：1846年柏林和奥得河畔法兰克福间的铁路线开通，起点站设在今天柏林东站附近，1865年第一座自来水厂在Stralauer Tor建成。20世纪初，该区最大的雇主是Knorr-Bremse 制动器厂，Knorrpromenade是腓特烈斯海恩最吸引人的街道之一，居住着经理。
1933年纳粹掌权，该区更名霍斯特·威塞尔城，纪念《霍斯特·威塞尔之歌》的作者，1930年1月14日在大法兰克福大街的公寓被共产党人击中，到2月23日死在腓特烈斯海恩的医院的霍斯特·威塞尔，这一事件被约瑟夫·戈培尔广为宣传。
在第二次世界大战期间，腓特烈斯海恩的工业是盟军轰炸的重点目标，因此是柏林受损最重的地区之一。战争结束后，美国和苏联占领区之间的边界经过腓特烈斯海恩和克罗伊茨贝格的边界，1961年修建柏林墙后变为东柏林和西柏林之间的封锁边界。
斯大林大道（现在的卡尔·马克思大道和法兰克福大道）1940年代后期和1950年代初在腓特烈斯海恩修建的工程，其建筑风格深受苏联时期莫斯科的影响。这里也是1953年东德起义的发生现场。

## 生活方式

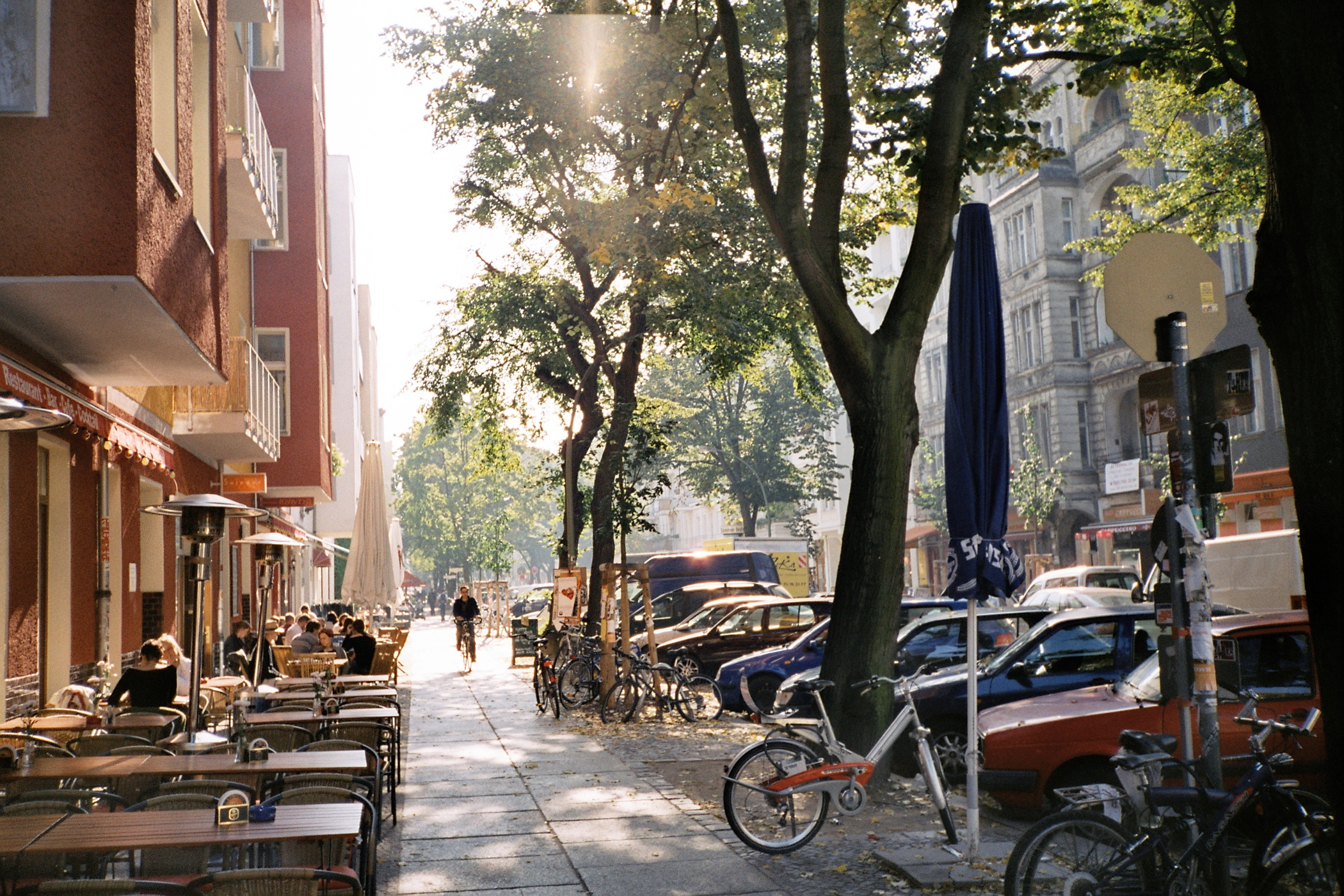
Simon-Dach大街是腓特烈斯海恩的心脏

1989年1月柏林墙倒塌和次年10月两德统一后，腓特烈斯海恩开始得到年轻、有活力区域的名声，由于低房租和有许多空的公寓房间，吸引了西柏林squatter的注意。
腓特烈斯海恩和周边的米特区、普伦茨劳贝格和克罗伊茨贝格，现在被视为柏林最时尚的区域之一，拥有无数设计和媒体公司，如MTV中欧。以众多的酒吧、夜总会和咖啡馆著称，集中在 Simon-Dach大街和Boxhagener 广场附近。在腓特烈斯海恩有众多的squats，特别是在里加大街。与中产阶级化、昂贵的普伦茨劳贝格和米特区相比，腓特烈斯海恩略为廉价，两德统一后，其低房租吸引了学生和艺术家。现在无数的恢复工作正在进行，而腓特烈斯海恩快速发展，本身也越来越中产阶级化了。

## 名胜
- 东边画廊

## 图片

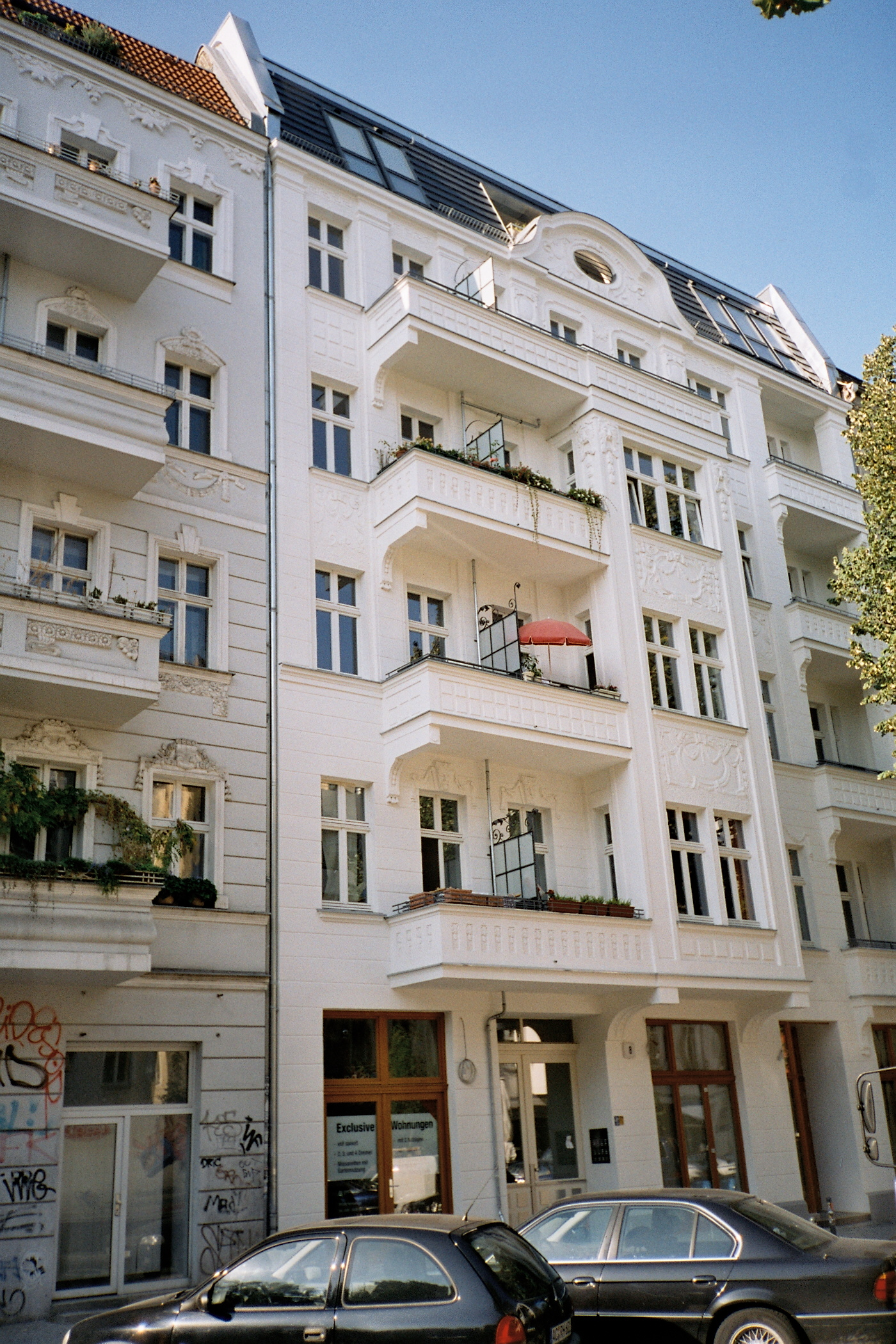
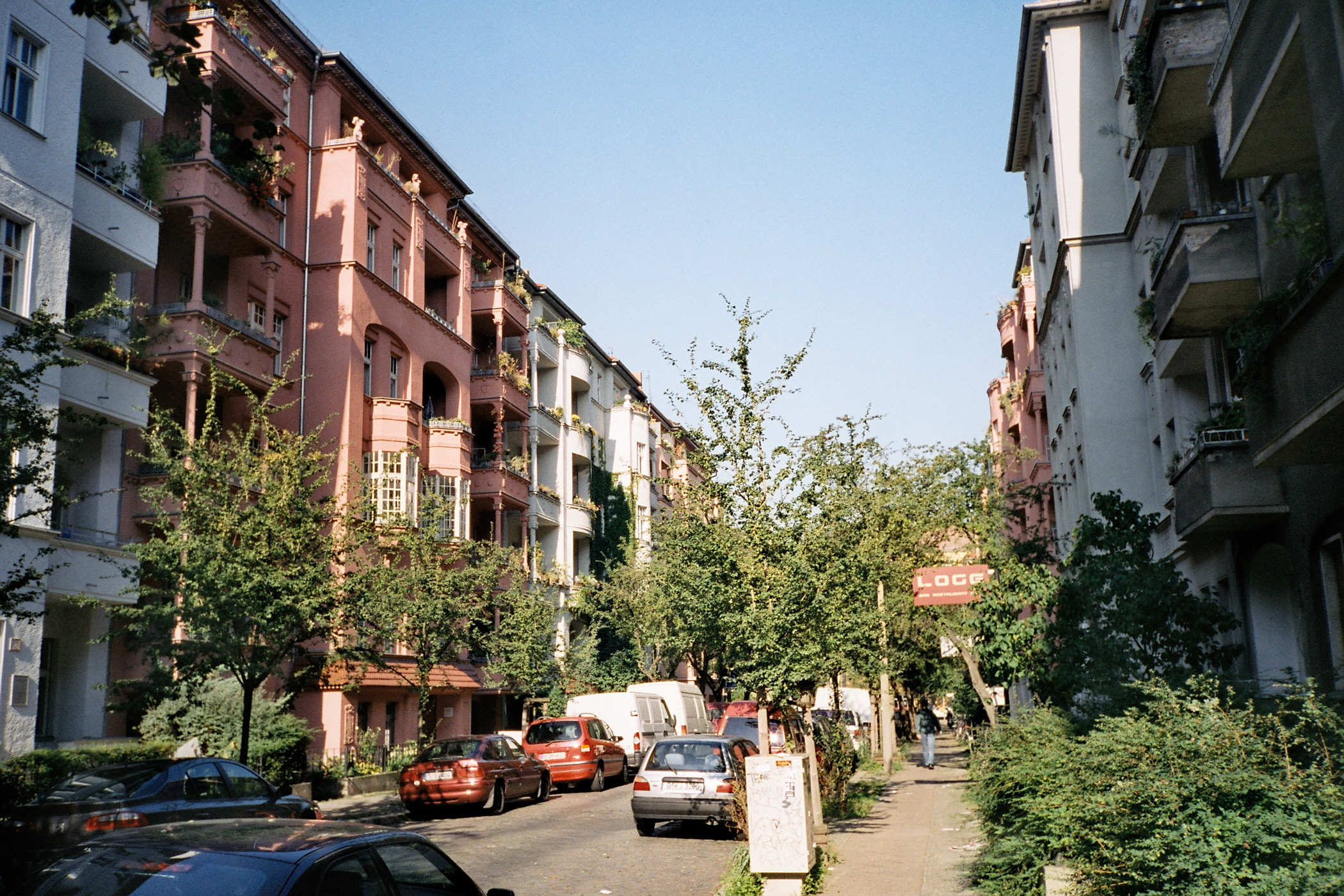
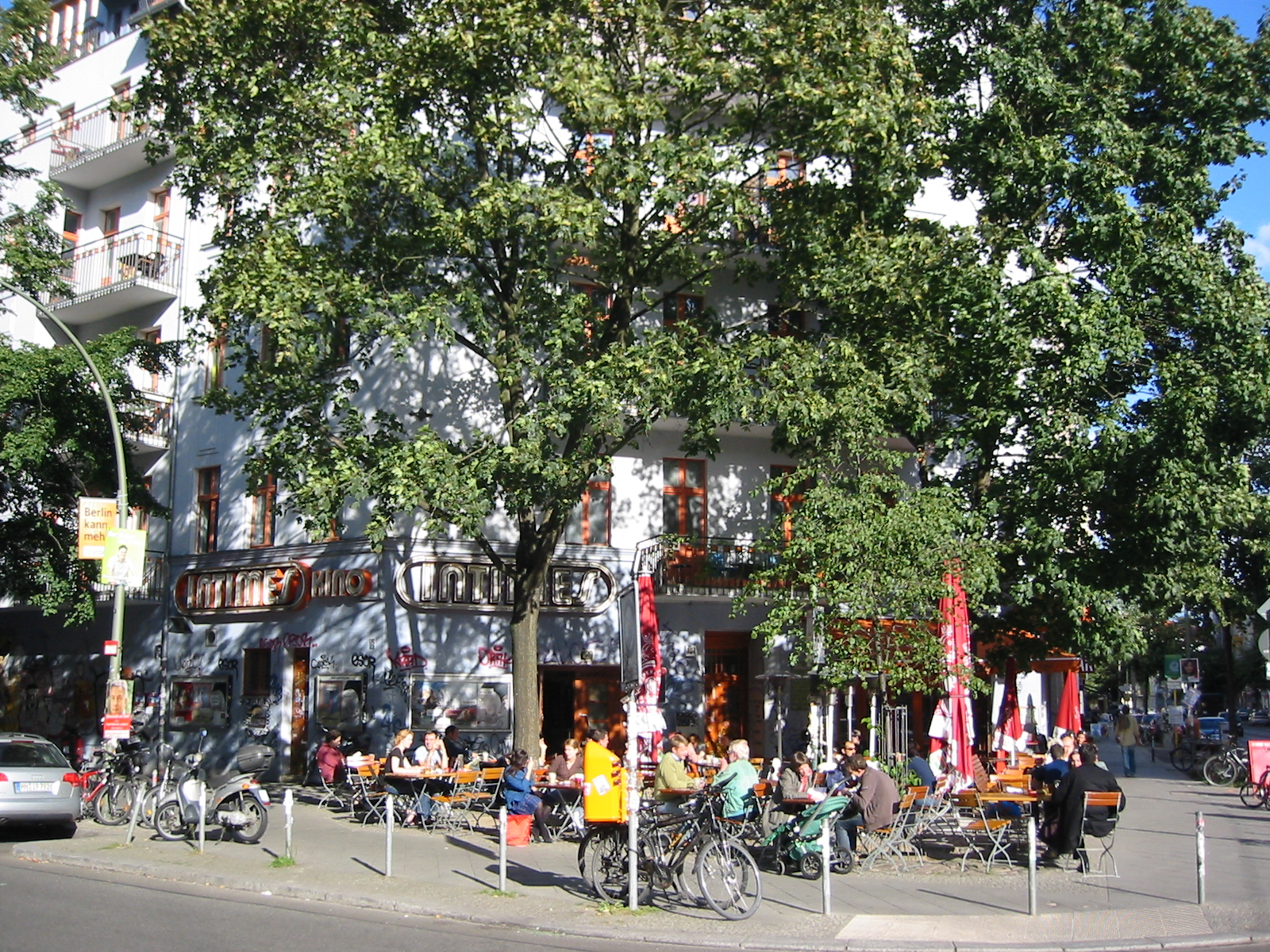
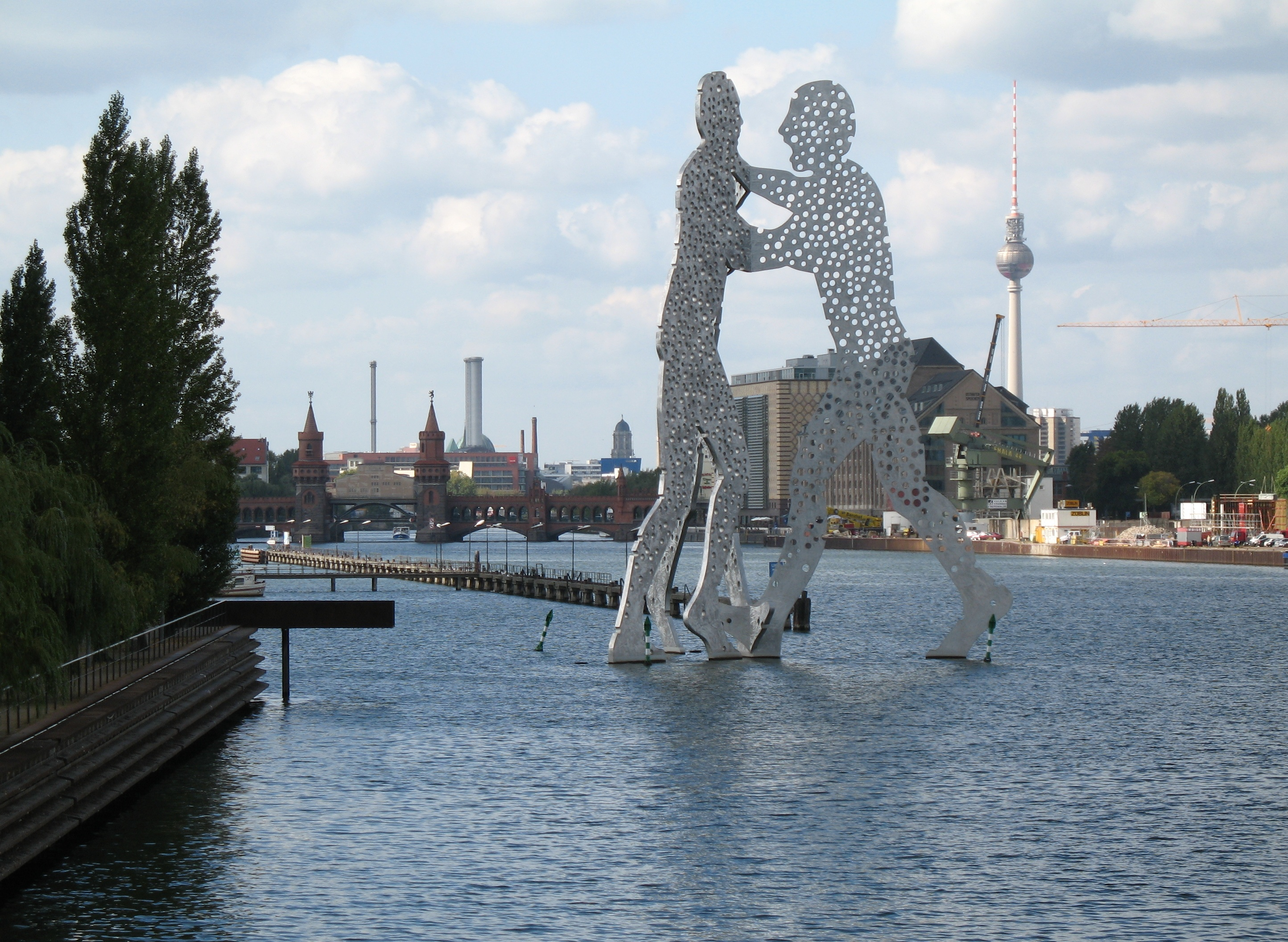
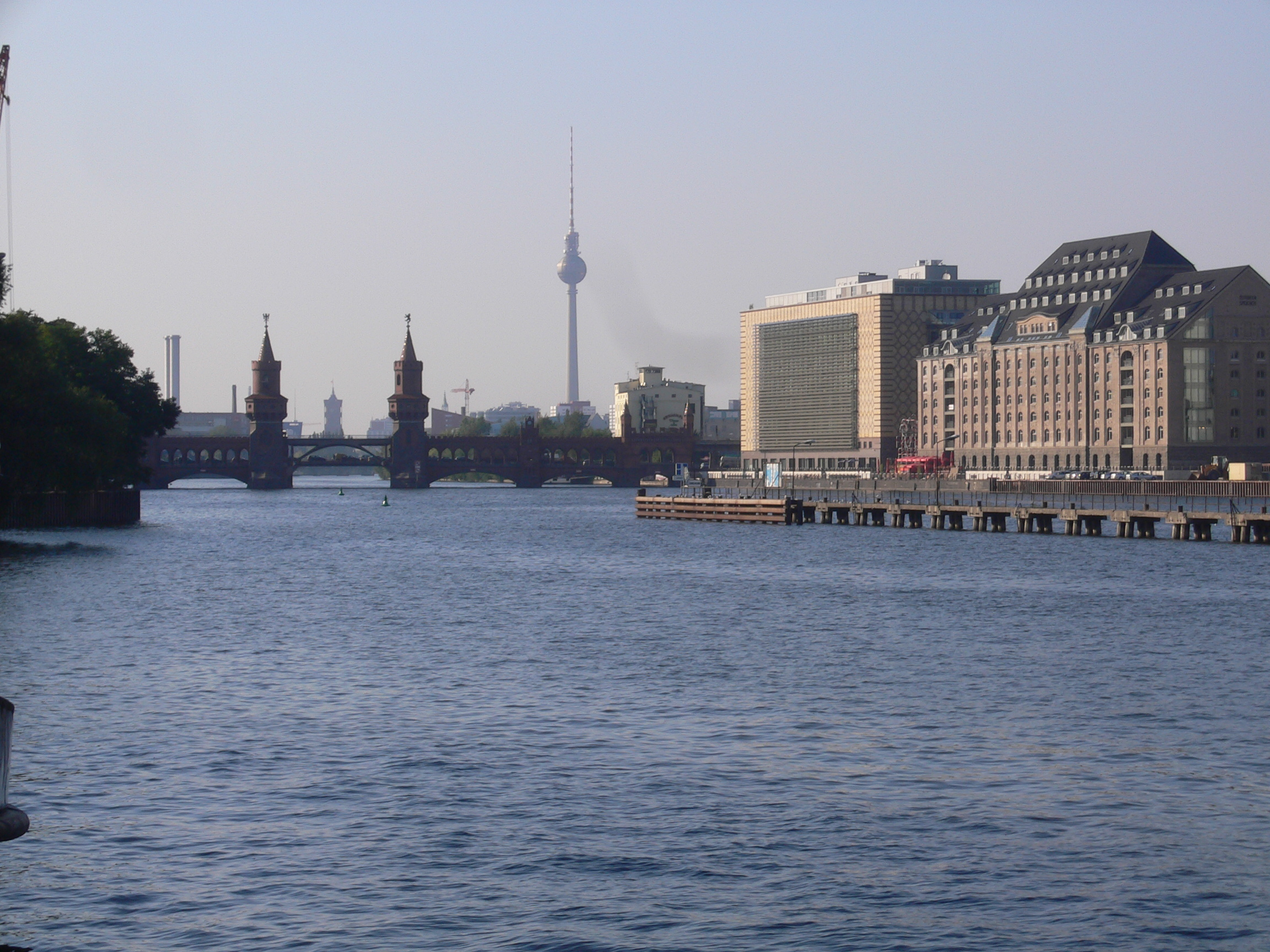
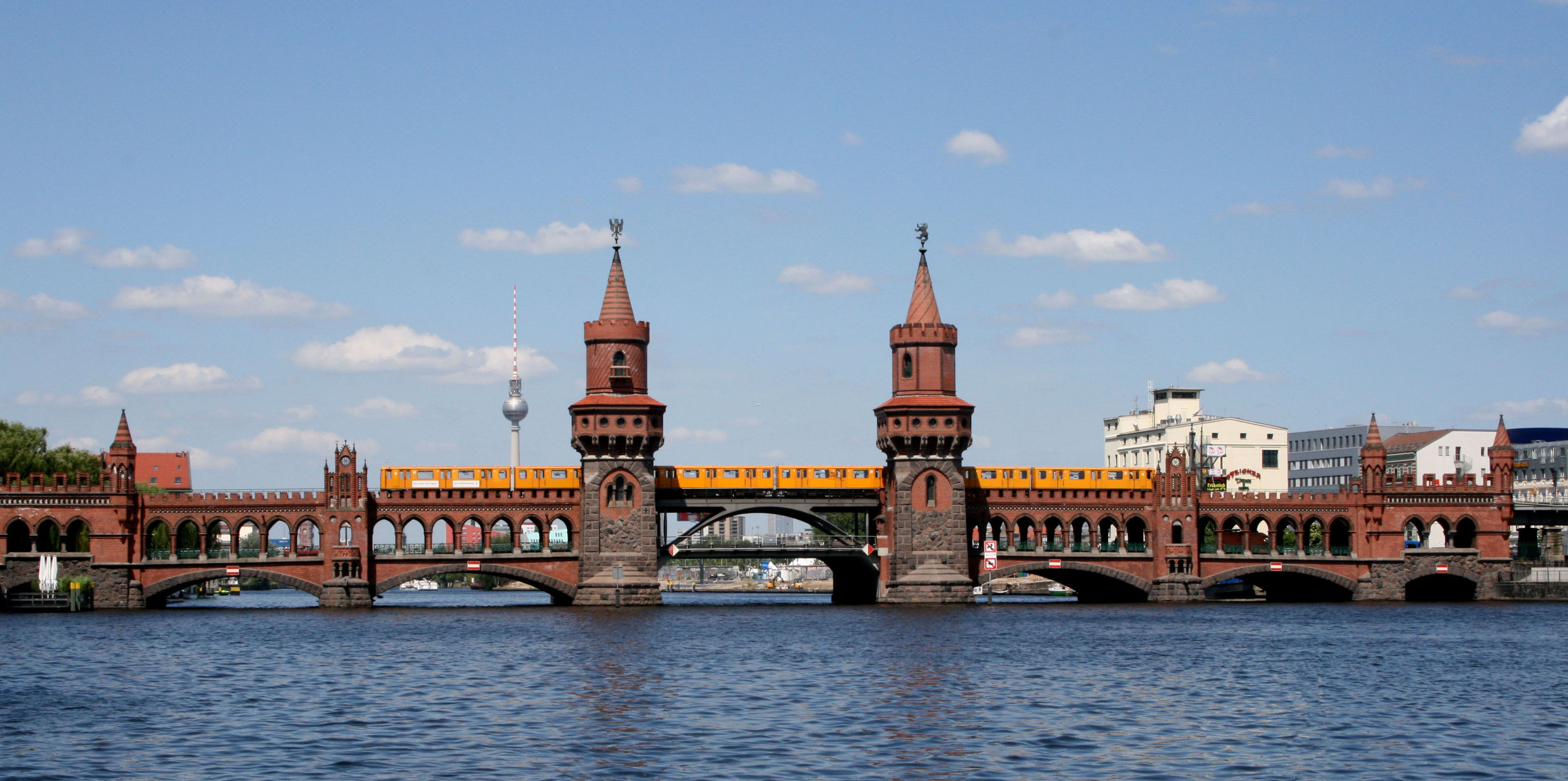
奥伯鲍姆桥
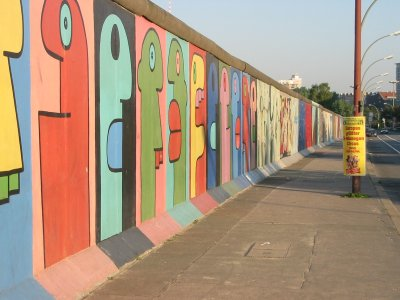
东边画廊